# Atenogenes Pawlikiewicz

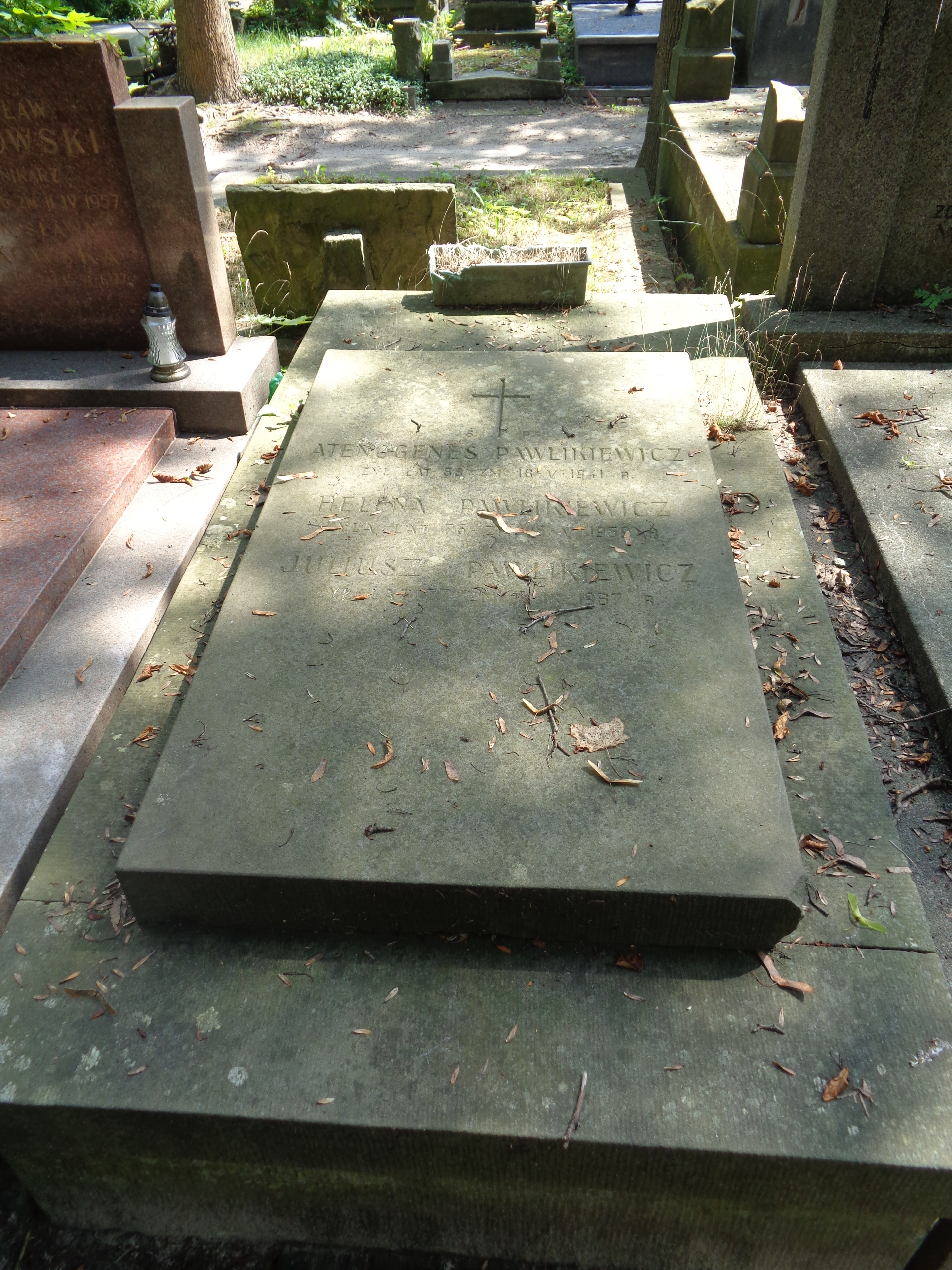
Grób Atenogenesa Pawlikiewicza na cmentarzu Powązkowskim

Atenogenes Pawlikiewicz (ur. 22 maja 1882 w Zbarażu, zm. 18 maja 1941 w Warszawie) – polski prawnik, urzędnik, bankier i działacz społeczny.
Absolwent Wydziału Prawa i Administracji Uniwersytetu Jagiellońskiego z 1906. W latach 1918–1919 był starostą lubelskim, a później wysokim urzędnikiem kolejno w MSW, MSWoj i PRM. Od 1927 sekretarz generalny, a od 1932 dyrektor Banku Amerykańskiego w Warszawie. Założyciel i prezes Towarzystwa Polsko-Bułgarskiego, wiceprezes Towarzystwa Polsko-Szwedzkiego i prezes Polskiego Towarzystwa Metapsychicznego. Odznaczony komandoriami bułgarskiego Orderu Zasługi Cywilnej w 1928 i szwedzkiego Orderu Wazów w 1933, a także bułgarskim srebrnym „Un signe d'encouragement au bien” w 1928.
Został pochowany na cmentarzu Powązkowskim w Warszawie (kwatera 200-2-17).